# Giuseppe Ferrara
Giuseppe Ferrara   (Castelfiorentino, 15 de juliol de 1932 - Roma, 25 de juny de 2016) va ser un director de cinema i guionista italià.

## Biografia
Nascut a Castelfiorentino, prop de Florència, va fundar una escola de cinema en la qual es va proposar analitzar críticament el neorealisme italià; des de llavors va mostrar un caràcter "nou" en les seves pel·lícules, sovint considerades com a "subversives".
Es va graduar per la Universitat de Florència, amb una tesi sobre el "Nou cinema italià"; a continuació, es va traslladar a Roma per a assistir a un curs de direcció al Centre Experimental de Cinematografia en 1959, però a penes se les va arreglar per a trobar oportunitats interessants, ja que a més de les seves més transparents opinions polítiques. Va continuar, malgrat moltes dificultats i obstacles, especialment relacionades amb les finances i de la producció, de les seves activitats com un documental i curt del cineasta.
Després de realitzar diversos documentals en la dècada de 1960, va començar a fer cinema de ficció a mitjan dècada de 1970. La seva pel·lícula més famosa va ser Il caso Moro (1986), que va ser guardonat amb l'Os de Plata a la millor interpretació masculina per a Gian Maria Volonté al 37è Festival Internacional de Cinema de Berlín. SLa seva pel·lícula de 1995 Secret d'Estat, es va inscriure al 19è Festival Internacional de Cinema de Moscou.
Va ensenyar "Ciència i Tecnologia de producció Artística" a la Universitat de Perusa. Ferrara va morir d'una aturada cardíaca el 25 de juny de 2016, uns dies abans del seu 84 aniversari.

## Filmografia

### Cinema
- Il sasso in bocca (1969)
- Faccia di spia (1975)
- Panagulis vive (1980)
- Cento giorni a Palermo (1984)
- Il caso Moro (1986)
- Contra-diction - Il caso Nicaragua (1988)
- Narcos (1992)
- Giovanni Falcone (1993)
- Segreto di stato (1995)
- I banchieri di Dio (2002)
- Guido che sfidò le Brigate Rosse (2007)
- All Human Rights for All (2008) – episodi Art. 19

### Televisió
- Panagulis vive (1980) - minisèrie TV
- Donne di mafia (2001) - minisèrie TV

### Curtmetratges i documentals
- Bambini nell'acquedotto (1960) – Curtmetratge
- Inchiesta a Perdasdefogu (1961) – Curtmetratge
- Brigata partigiana (1962) – Curtmetratge documental amb comentaris de Ferruccio Parri
- I misteri di Roma (1963) – Documental
- Tramonto della mezzadria (1965) - Documental, amb la col·laboració de Sergio Micheli
- Resistere a Roma (1966) - Curtmetratge documental
- Una città malata (1973) - Documental
- La città del malessere (1973) - Curtmetratge
- P2 story (1985) - Documental
- I ragazzi del Vesuvio (2010) - Documental